# 987

## Nașteri
- dată necunoscută: Emma a Normandiei  (d. 1052)
- dată necunoscută: Bezprym  (d. 1032)

## Decese
- Ludovic al V-lea al Franței, rege al Franciei Occidentale din 986 (n. 967).